# Grotte de Jasov
La grotte de Jasov (slovaque : Jasovská jaskyňa) est une grotte située dans la localité de Jasov en Slovaquie. Elle a une longueur de 2 811 m dont 550 m sont visitables. C'est la plus ancienne grotte accessible au public de Slovaquie. Les moines du monastère voisin du site la faisaient déjà visiter en 1846. 

## Protection
La grotte de Jasov est classée patrimoine mondial par l'UNESCO comme faisant partie des Grottes du karst d'Aggtelek et du karst de Slovaquie.